# Walter Henry Judd

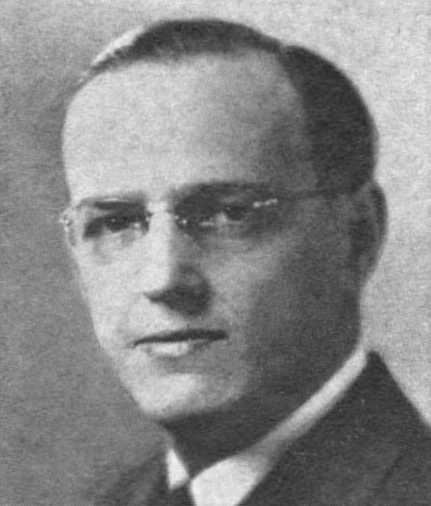
Walter Judd (1955)

Walter Henry Judd (* 25. September 1898 in Rising City, Butler County, Nebraska; † 13. Februar 1994 in Mitchellville, Maryland) war ein US-amerikanischer Politiker. Zwischen 1943 und 1963 vertrat er den Bundesstaat Minnesota im US-Repräsentantenhaus.

## Werdegang
Walter Judd besuchte die öffentlichen Schulen seiner Heimat. Während des Ersten Weltkrieges diente er als Soldat der US Army in einer Artillerieeinheit. Dabei erreichte er den Dienstgrad eines Leutnants. Bis 1924 blieb er Mitglied der militärischen Reserve. Nach dem Krieg studierte er bis 1923 an der University of Nebraska unter anderem das Fach Medizin. Anschließend war Judd Reisekoordinator (Travelling Secretary) für das Student Volunteer Movement. In den Jahren 1925 bis 1931 und nochmals von 1934 bis 1938 war er als medizinischer Entwicklungshelfer in China tätig. Dazwischen arbeitete er zwischen 1932 und 1934 für die Mayo Foundation.
Nach seiner Rückkehr aus China begann Judd als Mitglied der Republikanischen Partei eine politische Laufbahn. Er setzte sich für ein Ende der amerikanischen Isolationspolitik ein und forderte von der Bundesregierung, sie solle China gegen japanische Übergriffe schützen. Während dieser Zeit praktizierte er als Arzt in Minneapolis. Bei den Kongresswahlen des Jahres 1942 wurde er im fünften Wahlbezirk von Minnesota in das US-Repräsentantenhaus in Washington, D.C. gewählt, wo er am 3. Januar 1943 die Nachfolge von Oscar Youngdahl antrat. Nach neun Wiederwahlen konnte er bis zum 3. Januar 1963 zehn zusammenhängende Legislaturperioden im Kongress absolvieren. In diese Zeit fielen das Ende des Zweiten Weltkriegs, der Koreakrieg und der Beginn des Vietnamkrieges. Außerdem wurden damals der 22. und der 23. Verfassungszusatz verabschiedet.
Bei den Wahlen des Jahres 1962 verlor Judd gegen Donald M. Fraser. Im Vorfeld der Präsidentschaftswahl 1964 erhielt Judd bei der Republican National Convention in San Francisco 22 Stimmen als Präsidentschaftskandidat; die Nominierung ging in jenem Jahr an Barry Goldwater. Politisch wurde er ein entschiedener Gegner der Kommunisten. Im Jahr 1981 wurde er mit der Presidential Medal of Freedom, dem höchsten zivilen Orden der Vereinigten Staaten, ausgezeichnet.
Zwischen 1963 und 1976 schrieb Walter Judd Artikel für Reader’s Digest. Außerdem arbeitete er als Radiokommentator und hielt politische Vorträge. Nach ihm wurde der jährlich vergebene Freiheitspreis Walter Judd Freedom Award benannt. Walter Judd starb am 13. Februar 1994 im Alter von 95 Jahren in Mitchellville.